# Campeonato colombiano 1995
El Campeonato colombiano 1995 (conocido como Copa Mustang 1995 por motivos de patrocinio) fue la cuadragésimo octava (48a) edición de la Categoría Primera A del fútbol profesional colombiano, siendo el primer torneo de Primera División en la temporada 1995.
Este es conocido como Torneo Nivelación, ya que solo se jugó entre el 26 de febrero y el 14 de junio, con el fin de unificar, a partir del siguiente campeonato, el calendario del fútbol colombiano con el europeo.

## Cobertura por televisión
Esta vez la Dimayor e Inravisión le dieron los derechos a RCN Televisión para emitir el campeonato un partido por fecha, los restantes siguieron siendo de Caracol Televisión Teleantioquia, Telepacifico y Telecaribe.

## Sistema de juego
El torneo consistió en 30 fechas, todas bajo el sistema de todos contra todos, al término de las cuales el primero se coronaba campeón, mientras que el subcampeón también obtenía un cupo directo a la fase de grupos de la Copa Libertadores 1996. Esta fue la última vez que el descenso se definió únicamente por la tabla del torneo en curso.
Como principal novedad, debido al cambio en las reglas del fútbol, se comenzaron a entregar tres puntos por cada partido ganado en lugar de dos.

## Equipos participantes

### Relevo anual de clubes
| Ascendidos a la Primera A                |
| ---------------------------------------- |
| Deportes Tolima (Campeón Primera B 1994) |

| Descendidos a la Primera B                                                         |
| ---------------------------------------------------------------------------------- |
| Atlético Bucaramanga (Último en la reclasificación del Campeonato colombiano 1994) |

### Datos de los clubes
| Equipo                 | Ciudad       | Estadio                        |
| ---------------------- | ------------ | ------------------------------ |
| América de Cali        | Cali         | Olímpico Pascual Guerrero      |
| Atlético Huila         | Neiva        | Guillermo Plazas Alcid         |
| Atlético Nacional      | Medellín     | Atanasio Girardot              |
| Cortuluá               | Tuluá        | Doce de Octubre                |
| Cúcuta Deportivo       | Cúcuta       | General Santander              |
| Deportes Quindío       | Armenia      | Centenario                     |
| Deportes Tolima        | Ibagué       | Manuel Murillo Toro            |
| Deportivo Cali         | Cali         | Olímpico Pascual Guerrero      |
| Deportivo Pereira      | Pereira      | Hernán Ramírez Villegas        |
| Envigado F. C.         | Envigado     | Polideportivo Sur              |
| Independiente Medellín | Medellín     | Atanasio Girardot              |
| Junior                 | Barranquilla | Metropolitano Roberto Meléndez |
| Millonarios            | Bogotá       | Nemesio Camacho El Campín      |
| Once Caldas            | Manizales    | Estadio Palogrande             |
| Santa Fe               | Bogotá       | Nemesio Camacho El Campín      |
| Unión Magdalena        | Santa Marta  | Eduardo Santos                 |

### Localización
| Antioquia          | 3 | Atlético Nacional, Envigado F. C. e Independiente Medellín | Nacional Envigado F. C. DIM Millonarios Santa Fe Caldas Pereira Quindío Cortuluá América Cali Cúcuta Tolima Unión Junior Huila |
| Valle del Cauca    | 3 | América de Cali, Cortuluá y Deportivo Cali                 | Nacional Envigado F. C. DIM Millonarios Santa Fe Caldas Pereira Quindío Cortuluá América Cali Cúcuta Tolima Unión Junior Huila |
| Bogotá, D. C.      | 2 | Millonarios y Santa Fe                                     | Nacional Envigado F. C. DIM Millonarios Santa Fe Caldas Pereira Quindío Cortuluá América Cali Cúcuta Tolima Unión Junior Huila |
| Atlántico          | 1 | Junior                                                     | Nacional Envigado F. C. DIM Millonarios Santa Fe Caldas Pereira Quindío Cortuluá América Cali Cúcuta Tolima Unión Junior Huila |
| Caldas             | 1 | Once Caldas                                                | Nacional Envigado F. C. DIM Millonarios Santa Fe Caldas Pereira Quindío Cortuluá América Cali Cúcuta Tolima Unión Junior Huila |
| Huila              | 1 | Atlético Huila                                             | Nacional Envigado F. C. DIM Millonarios Santa Fe Caldas Pereira Quindío Cortuluá América Cali Cúcuta Tolima Unión Junior Huila |
| Magdalena          | 1 | Unión Magdalena                                            | Nacional Envigado F. C. DIM Millonarios Santa Fe Caldas Pereira Quindío Cortuluá América Cali Cúcuta Tolima Unión Junior Huila |
| Norte de Santander | 1 | Cúcuta Deportivo                                           | Nacional Envigado F. C. DIM Millonarios Santa Fe Caldas Pereira Quindío Cortuluá América Cali Cúcuta Tolima Unión Junior Huila |
| Quindío            | 1 | Deportes Quindío                                           | Nacional Envigado F. C. DIM Millonarios Santa Fe Caldas Pereira Quindío Cortuluá América Cali Cúcuta Tolima Unión Junior Huila |
| Risaralda          | 1 | Deportivo Pereira                                          | Nacional Envigado F. C. DIM Millonarios Santa Fe Caldas Pereira Quindío Cortuluá América Cali Cúcuta Tolima Unión Junior Huila |
| Tolima             | 1 | Deportes Tolima                                            | Nacional Envigado F. C. DIM Millonarios Santa Fe Caldas Pereira Quindío Cortuluá América Cali Cúcuta Tolima Unión Junior Huila |

## Clasificación
| Pos. | Equipo                 | Pts. | PJ | G  | E  | P  | GF | GC | Dif. | Clasificación                   |
| ---- | ---------------------- | ---- | -- | -- | -- | -- | -- | -- | ---- | ------------------------------- |
| 1    | Junior                 | 62   | 30 | 18 | 8  | 4  | 66 | 37 | +29  | Campeón y Copa Libertadores.    |
| 2    | América de Cali        | 60   | 30 | 17 | 9  | 4  | 56 | 32 | +24  | Subcampeón y Copa Libertadores. |
| 3    | Atlético Nacional      | 48   | 30 | 12 | 12 | 6  | 48 | 37 | +11  |                                 |
| 4    | Deportivo Cali         | 47   | 30 | 11 | 14 | 5  | 54 | 42 | +12  |                                 |
| 5    | Santa Fe               | 45   | 30 | 11 | 12 | 7  | 40 | 29 | +11  |                                 |
| 6    | Deportivo Pereira      | 43   | 30 | 13 | 4  | 13 | 52 | 46 | +6   |                                 |
| 7    | Independiente Medellín | 43   | 30 | 11 | 10 | 9  | 48 | 43 | +5   |                                 |
| 8    | Once Caldas            | 42   | 30 | 11 | 9  | 10 | 37 | 33 | +4   |                                 |
| 9    | Deportes Tolima        | 40   | 30 | 10 | 10 | 10 | 41 | 44 | −3   |                                 |
| 10   | Deportes Quindío       | 37   | 30 | 9  | 10 | 11 | 35 | 40 | −5   |                                 |
| 11   | Cortuluá               | 35   | 30 | 10 | 7  | 13 | 38 | 45 | −7   |                                 |
| 12   | Envigado F. C.         | 32   | 30 | 8  | 8  | 14 | 36 | 50 | −14  |                                 |
| 13   | Unión Magdalena        | 31   | 30 | 8  | 7  | 15 | 26 | 42 | −16  |                                 |
| 14   | Millonarios            | 28   | 30 | 5  | 13 | 12 | 40 | 53 | −13  |                                 |
| 15   | Atlético Huila         | 26   | 30 | 6  | 8  | 16 | 34 | 56 | −22  |                                 |
| 16   | Cúcuta Deportivo       | 24   | 30 | 5  | 9  | 16 | 25 | 47 | −22  | Descendido a la Primera B.      |

 Fuente: Rsssf
|                                           |
| Bandera de Colombia                       |
| Campeón Junior de Barranquilla 4.º título |

## Goleadores
| Jugador                 | Equipo                 | Goles |
| ----------------------- | ---------------------- | ----- |
| Iván René Valenciano    | Junior                 | 24    |
| Niver Arboleda          | Deportivo Cali         | 19    |
| Cristian Montecinos     | Junior                 | 16    |
| Carlos Castro           | Independiente Medellín | 15    |
| Rubén Darío Hernández   | Santa Fe               | 13    |
| Gustavo Daniel Iturburo | Unión Magdalena        | 12    |

## Clasificación a torneos internacionales
| Clasificado como | Copa Libertadores 1996 | Supercopa Sudamericana 1996 |
| ---------------- | ---------------------- | --------------------------- |
| Colombia 1       | Junior                 | Atlético Nacional           |
| Colombia 2       | América de Cali        |                             |

## Cambios de categoría al final de temporada
| Descendido a la Primera B | Ascendido a la Primera A |
| ------------------------- | ------------------------ |
| Cúcuta Deportivo          | Atlético Bucaramanga     |